# Michael Courtney
Pour les articles homonymes, voir Courtney.
Pour l’article homonyme, voir Paul Gallagher.
Michael Aidan Courtney, né le 5 février 1945 Nenagh, comté de Tipperary, région de Munster, Irlande et mort le 29 décembre 2003 Minago Burundi, est un archevêque irlandais, nonce apostolique au Burundi, (i.e. ambassadeur du Saint-Siège) et mort le 29 décembre 2003 à Minago.

## Biographie
Ordonné prêtre en 1968, il commence par être curé de paroisse dans sa région natale, avant de retourner à Rome en 1976 pour des études supérieures, obtenant une Licence en Droit Canonique et un Doctorat en Théologie Morale. C'est ensuite qu'il entre à l'Académie de Pontificat Diplomatique, étudiant, entre autres, les Sciences Politiques, le Droit Diplomatique et International…
Michael Courtney est nommé nonce apostolique à Bujumbura (Burundi) en août 2000 et est consacré le 12 novembre de la même année par le cardinal Francis Arinze avec comme co-consécrateurs John Kirby (en) et Willie Walsh (en). Auparavant, il est conseiller à la nonciature en Égypte, en Afrique du Sud, au Zimbabwe (en), au Sénégal, en Inde (en) et à Cuba (en), avant d'être ensuite envoyé spécial et observateur permanent du Saint-Siège auprès du Conseil de l'Europe à Strasbourg (de 1996 à 2000). Dans ce poste de chef de mission, où le Saint-Siège n'est pas un membre à part entière (à l'exception des questions culturelles, où le Siège apostolique a signé en 1954 la convention européenne culturelle), Michael Courtney s'investit également dans les organes dépendant du Conseil de l'Europe, comme la Banque. Il suit aussi les arrêts de la Cour Européenne des droits de l'Homme, dont le constant développement rend la Mission du Saint-Siège de Strasbourg particulièrement vigilante. De ce point de vue, Michael Courtney contribue à l'élargissement de l'audience du Saint-Siège au Conseil de l'Europe.
Il meurt dans une embuscade à Minago (à 40 km au sud de la capitale) le 29 décembre 2003. 
L'armée burundaise attribue cette attaque aux rebelles des Forces nationales de libération (FNL), qui ont nié avoir tendu cette embuscade et rejeté la responsabilité sur l'armée régulière.
Selon un article de l'hebdomadaire catholique sud-africain The Southern Cross, paru en Décembre 2006, la mort de Michael Courtney aurait été « planifiée d'en haut », mettant en cause l'ancien président burundais Pierre Buyoya.